# Nofret (XIII. dinasztia)

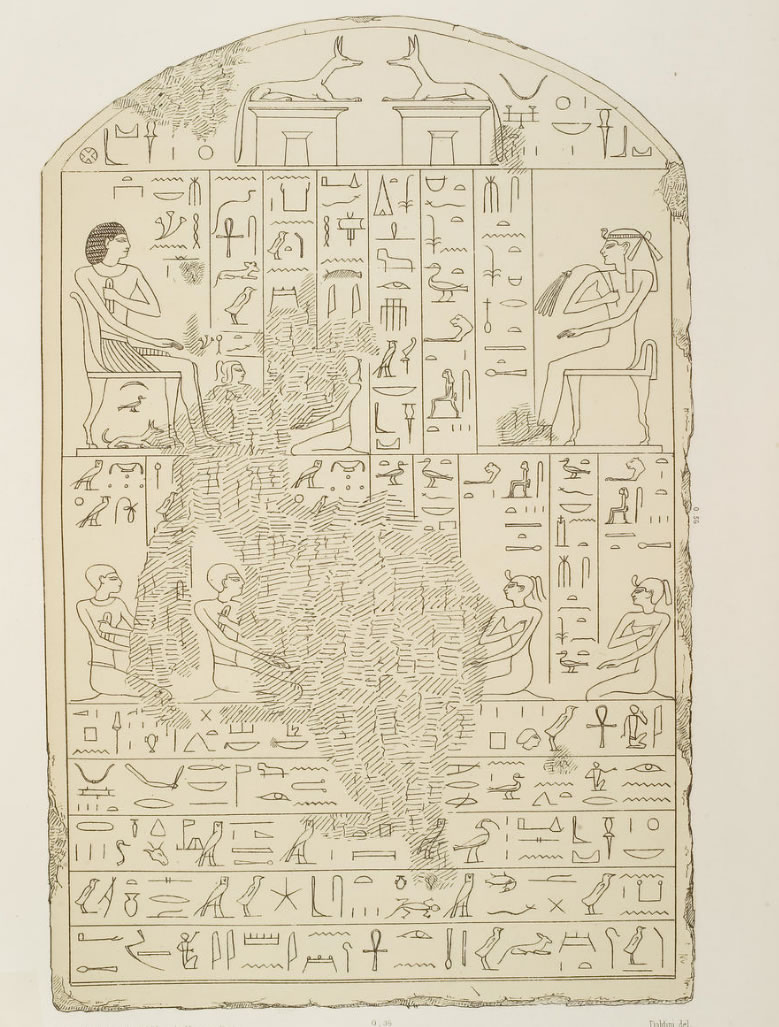
A Nofret királynét említő sztélé

Nofret ókori egyiptomi királyné volt valószínűleg a XIII. dinasztia idején. Egyetlen, abüdoszi sztéléről ismert, amely ma a kairói Egyiptomi Múzeumban található. A sztélét egy bizonyos Nedzseszanh Iu állíttatta; felesége Hatsepszut hercegnő volt, akit a sztélé Nofret királyné lányaként nevez meg. Egyelőre nem tudni, melyik uralkodó volt Nofret férje.

## Fordítás
- Ez a szócikk részben vagy egészben  a   Nofret (13rd Dynasty queen) című angol Wikipédia-szócikk ezen változatának fordításán alapul.  Az eredeti cikk szerkesztőit annak laptörténete sorolja fel. Ez a jelzés csupán a megfogalmazás eredetét és a szerzői jogokat jelzi, nem szolgál a cikkben szereplő információk forrásmegjelöléseként.